# (29538) 1998 BN16
1998 بي أن 16 (ويعرف أيضًا باسم (29538) 1998 بي أن 16 وفق تسمية الكوكب الصغير) (بالإنجليزية: 1998 BN16)‏ هو كويكب ضمن حزام الكويكبات؛ وترتيبه 29538 من حيث الاكتشاف.
اكتُشف هذا الجُرم الفلكي بواسطة تعقب الأجرام القريبة من الأرض في 25 يناير 1998.

## وصلات خارجية
- (29538) 1998 BN16 في قاعدة بيانات مختبر الدفع النفاث لأجرام النظام الشمسي الصغيرة

- الاكتشاف · مخطط المدار ·  العناصر المدارية · المعلمات المادية

- (29538) 1998 BN16 على موقع ويكي سكاي: DSS2, SDSS, GALEX, IRAS, Hydrogen α, X-Ray, Astrophoto, Sky Map, Articles and images